# Куп Мађарске у фудбалу 1924/25.
Куп Мађарске у фудбалу 1924/25. (мађ. 1924–1925-es magyar labdarúgókupa) је било 8. издање серије, на којој је екипа МТК-а тријумфовала по 5. пут. 
Фудбалски куп Мађарске предвиђен за сезону 1923–1924 није одржан због VIII Летњих олимпијских игара 1924. Из истих разлога одложен је почетак турнира за сезону 1924/25. Тако да је финална утакмица такмичења одиграна тек у марту 1926. године. Још једна карактеристика жреба је била то што је победнички тим претходног купа из 1923. МТКа, дошао до финала аутоматски без утакмица. У другој групи су играли остали тимови у мечевима на испадање.

## Четвртфинале
| 1. екипа       | Резултат     | 2. екипа |
| -------------- | ------------ | -------- |
| ФК Ференцварош | 1 : 1, 3 : 0 | БАК      |
| Тереквеш       | 1 : 0        | БТК      |
| Ујпешт         | 1 : 0        | ФК Вашаш |
| ФК Кечкемет    | слободан     |          |

## Полуфинале
| 1. екипа       | Резултат | 2. екипа    |
| -------------- | -------- | ----------- |
| ФК Ференцварош | 5 : 2    | Тереквеш    |
| Ујпешт         | 4 : 3    | ФК Кечкемет |

## Утакмица за право играња у финалу
| 1. екипа | Резултат | 2. екипа       |
| -------- | -------- | -------------- |
| Ујпешт   | 3 : 2    | ФК Ференцварош |

## Утакмица за треће место
| 1. екипа       | Резултат | 2. екипа    |
| -------------- | -------- | ----------- |
| ФК Ференцварош | 3 : 1    | ФК Кечкемет |

## Финале
| МТК Будимпешта                                | 4 : 0    | ФК Ујпешт |
| --------------------------------------------- | -------- | --------- |
| Золтан Опата · Ђула Шенкеј · Карољ Фогл (а.г) | Извештај |           |